# Gomphostemma
Gomphostemma es un género con 62 especies de plantas con flores perteneciente a la familia Lamiaceae. Es originario de las regiones tropicales y subtropicales de Asia.

## Especies
| - Gomphostemma aborensis - Gomphostemma acaule - Gomphostemma arbusculum - Gomphostemma bartlettii - Gomphostemma callicarpoides - Gomphostemma chinense - Gomphostemma cinerea - Gomphostemma crinitum - Gomphostemma curtisii - Gomphostemma deltodon - Gomphostemma dentatum - Gomphostemma dichotomum - Gomphostemma dolichobotrys - Gomphostemma eriocarpum - Gomphostemma flavescens - Gomphostemma formosana - Gomphostemma furfuraceum - Gomphostemma grandiflorum - Gomphostemma hainanense - Gomphostemma hemsleyanum - Gomphostemma heyneanum - Gomphostemma inopinatum - Gomphostemma insuave - Gomphostemma intermedium - Gomphostemma javanicum - Gomphostemma keralensis - Gomphostemma lace - Gomphostemma lacteum - Gomphostemma latifolium - Gomphostemma leptodon - Gomphostemma lucidum | - Gomphostemma luzonense - Gomphostemma macrophyllum - Gomphostemma mastersii - Gomphostemma melissaefolium - Gomphostemma membranifolium - Gomphostemma microcalyx - Gomphostemma microdon - Gomphostemma multiflorum - Gomphostemma nayarii - Gomphostemma niveum - Gomphostemma nutans - Gomphostemma oblongum - Gomphostemma ovatum - Gomphostemma parviflorum - Gomphostemma parvum - Gomphostemma pedunculatum - Gomphostemma petiolare - Gomphostemma philippinarum - Gomphostemma phlomoides - Gomphostemma pseudo - Gomphostemma racemosum - Gomphostemma rugosum - Gomphostemma scortechinii - Gomphostemma Stellato - Gomphostemma strobilinum - Gomphostemma sulcatum - Gomphostemma sumatrense - Gomphostemma thomson - Gomphostemma velutinum - Gomphostemma viride - Gomphostemma wallichii |